# Xian de Changning (Sichuan)
Pour les articles homonymes, voir Changning.
Le xian de Changning (长宁县 ; pinyin : Chángníng Xiàn) est un district administratif de la province du Sichuan en Chine. Il est placé sous la juridiction de la ville-préfecture de Yibin.

## Démographie
La population du district était de 421 357 habitants en 1999.